# Málta az 1984. évi nyári olimpiai játékokon
Málta az egyesült államokbeli Los Angelesben megrendezett 1984. évi nyári olimpiai játékok egyik részt vevő nemzete volt. Az országot az olimpián 5 sportágban 7 sportoló képviselte, akik érmet nem szereztek.

## Atlétika
Női
| Versenyző     | Versenyszám   | Selejtező | Selejtező | Döntő    | Döntő    |
| Versenyző     | Versenyszám   | Eredmény  | Helyezés  | Eredmény | Helyezés |
| ------------- | ------------- | --------- | --------- | -------- | -------- |
| Jennifer Pace | Gerelyhajítás | 47,92 m   | 23.       | kiesett  | kiesett  |

## Birkózás
Szabadfogású
| Versenyző           | Versenyszám | Vigaszágas kiesés | Vigaszágas kiesés | 5. helyért        | Bronz- mérkőzés   | Döntő             | Helyezés    |
| Versenyző           | Versenyszám | Ellenfél Eredmény | Hely.             | Ellenfél Eredmény | Ellenfél Eredmény | Ellenfél Eredmény | Helyezés    |
| ------------------- | ----------- | --- | ----------------- | ----------------- | ----------------- | ----------------- | ----------- |
| Jesmond Giordemaina | 52 kg       | A csoport · Kim Dzsonggju (Kim Jong-Gyu) (KOR) · 0–12 · Luo Ven-cse (Lou Wie-Ki) (TPE) · 11–3 · Arslan Seyhanlı (TUR) · 0–13 | 7.                | kiesett           | kiesett           | kiesett           | helyezetlen |
| Alexander Zammit    | 68 kg       | A csoport · David McKay (CAN) · 0–13 · Zsigmond Kelevitz (AUS) · kétvállas                                                   | 11.               | kiesett           | kiesett           | kiesett           | helyezetlen |

## Íjászat
| Versenyző    | Versenyszám | 1. forduló | 1. forduló | 2. forduló | 2. forduló | Összesítés | Összesítés |
| Versenyző    | Versenyszám | Pont       | Hely.      | Pont       | Hely.      | Pont       | Helyezés   |
| ------------ | ----------- | ---------- | ---------- | ---------- | ---------- | ---------- | ---------- |
| Joanna Agius | Női egyéni  | 1138       | 41.        | 1102       | 41.        | 2240       | 41.        |

## Sportlövészet
Nyílt
| Versenyző      | Versenyszám | Pont | Helyezés |
| -------------- | ----------- | ---- | -------- |
| Michael Gauci  | Trap        | 172  | 48.      |
| Frans Chetcuti | Trap        | 170  | 51.      |

## Vitorlázás
Férfi
| Versenyző     | Versenyszám     | Futam | Futam | Futam | Futam | Futam | Futam  | Futam | Pontszám | Helyezés |
| Versenyző     | Versenyszám     | 1     | 2     | 3     | 4     | 5     | 6      | 7     | Pontszám | Helyezés |
| ------------- | --------------- | ----- | ----- | ----- | ----- | ----- | ------ | ----- | -------- | -------- |
| Peter Bonello | Szörfvitorlázás | 15,0  | 17,0  | 16,0  | 5,7   | 16,0  | (19,0) | 13,0  | 82,7     | 9.       |